# Migné-Auxances
Migné-Auxances és un municipi francès situat al departament de la Viena i a la regió de la Nova Aquitània. L'any 2007 tenia 5.969 habitants.

## Demografia

### Població
El 2007 la població de fet de Migné-Auxances era de 5.969 persones. Hi havia 2.323 famílies de les quals 510 eren unipersonals (219 homes vivint sols i 291 dones vivint soles), 817 parelles sense fills, 793 parelles amb fills i 203 famílies monoparentals amb fills.
La població ha evolucionat segons el següent gràfic:
Habitants censats

### Habitatges
El 2007 hi havia 2.509 habitatges, 2.366 eren l'habitatge principal de la família, 23 eren segones residències i 120 estaven desocupats. 2.316 eren cases i 190 eren apartaments. Dels 2.366 habitatges principals, 1.719 estaven ocupats pels seus propietaris, 626 estaven llogats i ocupats pels llogaters i 21 estaven cedits a títol gratuït; 46 tenien una cambra, 86 en tenien dues, 310 en tenien tres, 665 en tenien quatre i 1.260 en tenien cinc o més. 1.875 habitatges disposaven pel capbaix d'una plaça de pàrquing. A 924 habitatges hi havia un automòbil i a 1.293 n'hi havia dos o més.

### Piràmide de població
La piràmide de població per edats i sexe el 2009 era:
| Homes | Edats   | Dones |
| ----- | ------- | ----- |
| 0     | 95 o +  | 4     |
| 16    | 90 a 94 | 20    |
| 20    | 85 a 89 | 52    |
| 40    | 80 a 84 | 52    |
| 92    | 75 a 79 | 128   |
| 76    | 70 a 74 | 88    |
| 104   | 65 a 69 | 108   |
| 116   | 60 a 64 | 116   |
| 180   | 55 a 59 | 192   |
| 212   | 50 a 54 | 180   |
| 200   | 45 a 49 | 212   |
| 260   | 40 a 44 | 268   |
| 224   | 35 a 39 | 224   |
| 200   | 30 a 34 | 224   |
| 144   | 25 a 29 | 164   |
| 132   | 20 a 24 | 160   |
| 184   | 15 a 19 | 240   |
| 188   | 10 a 14 | 256   |
| 204   | 5 a 9   | 160   |
| 168   | 0 a 4   | 140   |

## Economia
El 2007 la població en edat de treballar era de 3.910 persones, 2.907 eren actives i 1.003 eren inactives. De les 2.907 persones actives 2.726 estaven ocupades (1.381 homes i 1.345 dones) i 182 estaven aturades (79 homes i 103 dones). De les 1.003 persones inactives 396 estaven jubilades, 394 estaven estudiant i 213 estaven classificades com a «altres inactius».

### Ingressos
El 2009 a Migné-Auxances hi havia 2.397 unitats fiscals que integraven 6.003 persones, la mediana anual d'ingressos fiscals per persona era de 20.441 €.

### Activitats econòmiques
Dels 264 establiments que hi havia el 2007, 4 eren d'empreses extractives, 6 d'empreses alimentàries, 3 d'empreses de fabricació de material elèctric, 1 d'una empresa de fabricació d'elements pel transport, 10 d'empreses de fabricació d'altres productes industrials, 56 d'empreses de construcció, 69 d'empreses de comerç i reparació d'automòbils, 8 d'empreses de transport, 7 d'empreses d'hostatgeria i restauració, 3 d'empreses d'informació i comunicació, 11 d'empreses financeres, 10 d'empreses immobiliàries, 39 d'empreses de serveis, 19 d'entitats de l'administració pública i 18 d'empreses classificades com a «altres activitats de serveis».
Dels 78 establiments de servei als particulars que hi havia el 2009, 1 era una oficina de correu, 2 oficines bancàries, 11 tallers de reparació d'automòbils i de material agrícola, 1 taller d'inspecció tècnica de vehicles, 1 autoescola, 7 paletes, 9 guixaires pintors, 5 fusteries, 12 lampisteries, 6 electricistes, 8 empreses de construcció, 5 perruqueries, 1 restaurant, 5 agències immobiliàries, 1 tintoreria i 3 salons de bellesa.
Dels 17 establiments comercials que hi havia el 2009, 1 era un supermercat, 1 una gran superfície de material de bricolatge, 4 fleques, 1 una carnisseria, 1 una botiga de roba, 2 sabateries, 2 botigues d'electrodomèstics, 1 una botiga de mobles, 1 una perfumeria i 3 floristeries.
L'any 2000 a Migné-Auxances hi havia 27 explotacions agrícoles que ocupaven un total de 1.408 hectàrees.

## Equipaments sanitaris i escolars
Els 2 equipaments sanitaris que hi havia el 2009 eren farmàcies.
El 2009 hi havia 2 escoles maternals i 5 escoles elementals.

## Poblacions més properes
El següent diagrama mostra les poblacions més properes.